# Ioan I de Montfort
Ioan I de Montfort (d. 1249, Cipru) a fost conte de Montfort de la 1241 până la moarte.
Ioan era fiul contelui Amalric al VI-lea de Montfort cu Beatrice de Burgundia.
În martie 1248, el s-a căsătorit cu Ioana de Châteaudun, fiică a vicontelui Geoffroi al VI-lea de Châteaudun cu Clémence des Roches. În condițiile în care Ioan a murit în Cipru, în drum spre Egipt ca participant la Cruciada a șaptea, singurul lor copil a fost:
- Beatrice de Montfort (d. 1312), căsătorită în 1260 cu contele Robert al IV-lea de Dreux (d. 1282)

1. ↑  Jean I de Montfort
2. ↑  The Peerage